# Thamnophis mendax
Espèce
Statut de conservation UICN

 EN B1ab(iii) : En danger
Thamnophis mendax est une espèce de serpents de la famille des Natricidae. 

## Répartition
Cette espèce est endémique de l’État de Tamaulipas au Mexique. Elle se rencontre entre 1 100 et 1 600 m d'altitude,.

## Publication originale
- Walker, 1955 : A new gartersnake (Thamnophis) from Tamaulipas. Copeia, vol. 1955, no 2, p. 110-113.